# Кім До Хун
Кім До Хун (кор. 김도훈, 金度勳, нар. 21 липня 1970, Тхонйон) — південнокорейський футболіст, що грав на позиції нападника. По завершенні ігрової кар'єри — тренер. З 2017 року очолює тренерський штаб команди «Ульсан Хьонде».
Виступав, зокрема, за клуби «Санджу Санму» та «Соннам Ільхва Чхонма», а також національну збірну Південної Кореї.
Чемпіон Південної Кореї. Клубний чемпіон Азії (як тренер).

## Клубна кар'єра
Народився 21 липня 1970 року в місті Тхонйон. Вихованець футбольної школи клубу Yonsei University.
У дорослому футболі дебютував 1993 року виступами за команду «Санджу Санму», в якій провів один сезон. 
Своєю грою за цю команду привернув увагу представників тренерського штабу клубу «Чонбук Дінос», до складу якого приєднався 1995 року. Відіграв за команду з міста Чонджу наступні два сезони своєї ігрової кар'єри. Більшість часу, проведеного у складі «Чонбук Дінос», був основним гравцем атакувальної ланки команди. У складі «Чонбук Дінос» був одним з головних бомбардирів команди, маючи середню результативність на рівні 0,38 гола за гру першості.
У 1998 році уклав контракт з клубом «Віссел» (Кобе), у складі якого провів наступний рік своєї кар'єри гравця. Граючи у складі «Віссела» також здебільшого виходив на поле в основному складі команди. В новому клубі був серед найкращих голеодорів, відзначаючись забитим голом в середньому щонайменше у кожній третій грі чемпіонату.
З 2000 року два сезони захищав кольори клубу «Чонбук Хьонде Моторс». Тренерським штабом нового клубу також розглядався як гравець «основи». І в цій команді продовжував регулярно забивати, в середньому 0,43 рази за кожен матч чемпіонату.
У 2003 році перейшов до клубу «Соннам Ільхва Чхонма», за який відіграв 2 сезони. Тренерським штабом нового клубу також розглядався як гравець «основи». І в цій команді продовжував регулярно забивати, в середньому 0,51 рази за кожен матч чемпіонату. Завершив професійну кар'єру футболіста виступами за команду «Соннам Ільхва Чхонма» у 2005 році.

## Виступи за збірну
У 1990 році дебютував в офіційних матчах у складі національної збірної Південної Кореї.
У складі збірної був учасником кубка Азії з футболу 1996 року в ОАЕ, чемпіонату світу 1998 року у Франції, розіграшу Кубка конфедерацій 2001 року в Японії і Південній Кореї, розіграшу Золотого кубка КОНКАКАФ 2002 року у США.
Загалом протягом кар'єри в національній команді, яка тривала 11 років, провів у її формі 72 матчі, забивши 27 голів.

## Кар'єра тренера
Розпочав тренерську кар'єру відразу ж по завершенні кар'єри гравця, 2005 року, увійшовши до тренерського штабу клубу «Соннам Ільхва Чхонма», де пропрацював з 2005 по 2012 рік.
У 2014 році став головним тренером команди Південна Корея (U-20), тренував молодіжну збірну Південної Кореї один рік.
Протягом тренерської кар'єри також очолював команду «Інчхон Юнайтед», а також входив до тренерського штабу клубу «Канвон».
З 2017 року очолює тренерський штаб команди «Ульсан Хьонде».

## Титули і досягнення

### Як гравця
- Чемпіон Південної Кореї (1):

«Соннам»: 2003
- Володар Кубка Південної Кореї (1):

«Чонбук Хьонде Моторс»: 2000
- Володар Кубка південнокорейської ліги (1):

«Соннам»: 2004
- Найкращий бомбардир К-Ліги (2):

«Чонбук Хьонде Моторс»: 2000
«Соннам»: 2003
- Найкращий бомбардир Ліги чемпіонів АФК (1):

«Соннам»: 2004
Збірні
- Переможець Кубка Східної Азії: 2003

### Як тренера
- Володар Кубка Південної Кореї (1):

«Ульсан Хьонде»: 2017
- Переможець Ліги чемпіонів АФК (1):

«Ульсан Хьонде»: 2020
- Чемпіон Сінгапуру (1):

«Лайон Сіті Сейлорс»: 2021
- Володар Суперкубка Сінгапуру (1):

«Лайон Сіті Сейлорс»: 2022